# Хелхи (Підляське воєводство)
Хелхи (пол. Chełchy) — село в Польщі, у гміні Грабово Кольненського повіту Підляського воєводства.
Населення — 130 осіб (2011).
У 1975-1998 роках село належало до Ломжинського воєводства.

## Демографія
Демографічна структура станом на 31 березня 2011 року:
|          | Загалом | Допрацездатний вік | Працездатний вік | Постпрацездатний вік |
| -------- | ------- | ------------------ | ---------------- | -------------------- |
| Чоловіки | 68      | 17                 | 39               | 12                   |
| Жінки    | 62      | 17                 | 30               | 15                   |
| Разом    | 130     | 34                 | 69               | 27                   |